# Hans Schiffmann

Hans Schiffmann

Hans Schiffmann (* 23. Dezember 1879 in Erbendorf; † 5. Oktober 1955 in Erbendorf) war ein deutscher Politiker (NSDAP).

## Leben und Wirken
Nach dem Besuch der Volksschule und der Absolvierung einer Lehre gehörte Hans Schiffmann zeitweise der kaiserlichen Armee an. Später nahm er am Ersten Weltkrieg teil. In den 1920er Jahren war Schiffmann organisatorisch in der Deutschen Turnerschaft tätig.
In den 1920er Jahren gründete Schiffmann die Ortsgruppe der NSDAP in Erbendorf, wo er auch die örtliche Turnhalle baute. 1924 übernahm er erstmals ein öffentliches Amt, als er Stadtrat in Erbendorf wurde. Außerdem wurde er Mitglied im Vorstand des Turnvereins. 1926 übernahm er Aufgaben als Bezirks- und Kreisleiter.
1933 wurde Schiffmann Mitglied des Kreistages Niederbayern-Oberpfalz und Kreisleiter der Altlandkreise Tirschenreuth und Kemnath. Außerdem war er Mitarbeiter am Atlas der Deutschen Volkskunde.
Von November 1933 bis zum Ende der NS-Herrschaft im Frühjahr 1945 saß Schiffmann als Vertreter des Wahlkreises 25 (Niederbayern) im nationalsozialistischen Reichstag. Schiffmann wurde 1943 NSDAP-Kreisleiter in Tirschenreuth-Kemnath und war zudem Mitglied in den Aufsichtsräten der Oberpfalzwerke AG in Regensburg sowie der Ostbayrischen Stormversorgungs-AG in Landshut.